# Дамаскус (Орегон)
Дамаскус (англ. Damascus) — статистически обособленная местность в округе Клакамас в штате Орегон в Соединённых Штатах Америки.
Согласно данным переписи населения США 2020 года число жителей города 
составляло 11 050 человек, что, для такого небольшого населённого пункта, существенно больше (+ 4.8%), чем было во время предыдущей переписи проводившейся в 2010 году (10 539 человек).

## История
Согласно Oregon Geographic Names, датой основания города можно считать 1867 год, когда здесь было основано первое отделение Почтовой службы США с таким названием. Скорее всего, колонисты жили здесь и раньше, но документальных подтверждений этому пока не найдено.
В 2016 году, по решению жителей, город прекратил своё существование и сейчас это статистически обособленная местность.

## География
Дамаскус находится на высоте 712 футов (217 метров) над уровнем моря. Расположен в северо-центральной части округа Клакамас, прежней северной границей города была линия округа Малтнома. Городок Боринг находится на востоке, а некорпоративное сообщество Клакамас на западе.
Согласно данным Бюро переписи населения США, общая площадь города составляет 16,14 квадратных мили (41,80 км2), из которых 16,04 квадратных мили (41,54 км2) приходится на сушу, а 0,10 квадратных мили (0,26 км2) занимает водная поверхность.